# Kim Young-joo (femme politique)
Pour les articles homonymes, voir Kim et Kim Young-joo.
Kim Young-joo (en hangeul 김영주), née le 27 juillet 1955 à Séoul en Corée du Sud, est une femme politique sud-coréenne, vice-présidente de l'Assemblée nationale de Corée du Sud depuis 2022. Militante féministe, il s'agit de la seconde femme à accéder à ce poste en Corée du Sud. Elle quitte le parti démocrate en 2024, pour rejoindre le parti du pouvoir au peuple.

## Jeunesse et études
Kim Young-joo passe sa jeunesse dans la ville de Yangpyeong, dans la province de Gyeonggi. Elle effectue ses études à l'Université de Corée.
Kim Young-joo commence sa carrière en tant que basketteuse professionnelle,. Elle rejoint ensuite la Seoul Trust Bank, où elle subit des discriminations sexistes. À la suite de ces dernières, elle s'engage dans le syndicat des employés bancaires sud-coréen, qu'elle préside à partir de 1985.

## Carrière électorale
Elle rejoint la vie politique en 1999, alors qu'elle est choisie par le président Kim Dae-jung pour prendre la tête de plusieurs postes importants du parti démocrate sud-coréen, comme la direction du comité de l'environnement de l'assemblée nationale de Corée du Sud,.
Après une première candidature à l'assemblée nationale ratée en 2000, elle est élue à la proportionnelle en 2004, en tant que représentante du parti démocrate.
Elle est réélue en 2012, puis 2016 et 2020, cette fois en tant que représentante du district Yeongdeungpo-gu, de Séoul.
En 2017, elle est choisie par le président Moon Jae-in pour rejoindre son gouvernement, en tant que Ministre du Travail et de l'Emploi, après le retrait de Cho Dae-yop pour des raisons éthiques. Elle devient ainsi la sixième femme ministre du Cabinet Moon. Elle manifeste son intention de démissionner en août 2018, après une série de décisions impopulaires, comme la hausse du salaire minimum.
En 2022, elle devient la seconde femme vice-présidente de l'Assemblée nationale de Corée du Sud, remplaçant Kim Sang-hee,.
En mars 2024, elle annonce quitter le parti démocrate, après que ce dernier lui ai fait des réflexions concernant son absence du parlement sud-coréen. Elle rejoint par conséquent le parti au pouvoir, le parti du pouvoir au peuple. Elle se représente dans sa circonscription, mais échoue à se faire réélire, et cède son siège au membre du parti démocrate Chae Hyeon-il (ko). Elle reste impliquée au niveau local.

## Prises de positions
Avec son passé syndicaliste, Kim Young-joo accorde une grande importance à l'équilibre entre vie privée et vie professionnelle, et est attachée à la réduction des heures de travail en Corée du Sud.

## Controverses
En 2017, sa fille fait l'objet de soupçons d'évasion fiscale.